# Idioma doolboong
'Doolboong (también Tulpung o Duulngari) es una lengua aborigen australiana extinta anteriormente hablada por los Doolboong en en el Golfo de Cambridge, Territorio del Norte.
Ya no hay hablantes de doolboong y no existen registros escritos de ello. Sin embargo, los hablantes de los idiomas cercanos Gajirrabeng y idioma miriwoong dicen que era similar al Gajirrawoong. Esto lo ubicaría en la familia Jarrakana; sin embargo, puede pertenecer a la familia vecina Worrorrana.